# Philoponella signatella
Espèce
Synonymes
- Uloborus signatus O. Pickard-Cambridge, 1898 nec O. Pickard-Cambridge, 1876
- Uloborus signatellus Roewer, 1955

Philoponella signatella est une espèce d'araignées aranéomorphes de la famille des Uloboridae.

## Distribution
Cette espèce se rencontre du Mexique au Honduras.

## Description
Les mâles mesurent de 2,8 à 3,6 mm et les femelles de 4,0 à 6,7 mm.

## Publications originales
- Roewer, 1951 : Neue Namen einiger Araneen-Arten. Naturwissenschaftlichen Verein Zu Bremen, vol. 32, p. 437-456.
- O. Pickard-Cambridge, 1898 : Arachnida. Araneida. Biologia Centrali-Americana, Zoology. London, vol. 1, p. 233-288 (texte intégral).